# Elena Huelva
Elena Huelva Palomo (Sevilla, 21 de mayo de 2002-Sevilla, 3 de enero de 2023) fue una influencer, escritora y activista española por la lucha contra el cáncer, paciente de sarcoma de Ewing, conocida por divulgar a través de las redes sociales la enfermedad que padecía, con el fin de ayudar así a otros con la misma enfermedad. También promovió una mayor investigación del cáncer y acuñó la frase «Mis ganas ganan» para describir su actitud ante la enfermedad, que también es el título de su libro.

## Biografía
Elena Huelva nació el 21 de mayo de 2002 en la ciudad de Sevilla, siendo la segunda hija de Manuel Huelva Lozano y Emilia Palomo. En 2019, a los dieciséis años de edad, le fue diagnosticado sarcoma de Ewing, momento a partir del cual comenzó a divulgar diariamente en las redes sociales información sobre este tipo de cáncer, así como su día a día con la enfermedad.
Desde 2019, colaboró con múltiples organizaciones sin ánimo de lucro relacionadas con el cáncer. En 2022 escribió el libro “Mis ganas ganan. Nadie nos ha prometido un mañana, vive el presente”, donde contó su experiencia con la enfermedad. Su contribución a una mayor visibilidad del sarcoma de Ewing dio como resultado un incremento de las donaciones procedentes de iniciativas privadas, y expuso la falta de fondos públicos destinados a la investigación de esta enfermedad rara en España.
El 25 de marzo de 2022, le fue concedido el “Premio Bormujeres” del ámbito de la Juventud y la Comunicación, otorgado por el Ayuntamiento de Bormujos. El 20 de octubre del mismo año, recibió el premio Hope Award de la revista Elle, que le fue entregado por el cantante español Manuel Carrasco durante la gala solidaria ELLE Cancer Ball 2022.
En diciembre de 2022 diseñó un pañuelo para el juguete denominado "Baby Pelón", comercializado por la Fundación Juegaterapia con el objetivo de recaudar fondos para la investigación del sarcoma de Ewing. Para llevar a cabo dicha recaudación, la Fundación Juegaterapia creó la "Beca Elena Huelva" junto al Grupo Español de Investigación en Sarcomas (GEIS).
En mayo de 2025 Elena Huelva es galardonada a título póstumo con la Medalla de Oro de la Diputación de la Provincia de Sevilla, por su carisma y su afán de superación al dar visibilidad a la enfermedad del Sarcoma de Ewing.

## Fallecimiento
Tras un empeoramiento continuado de su enfermedad, Elena Huelva falleció el 3 de enero de 2023. Su muerte causó una oleada de reacciones en las redes sociales, incluyendo condolencias por parte de un gran número de figuras públicas, abarcando desde el plano de la política, como el presidente de la Junta de Andalucía Juanma Moreno, hasta el mundo del espectáculo, los medios de comunicación y entidades deportivas como el Real Betis Balompié (del cual era seguidora) o el Sevilla Fútbol Club.
Un día después de su muerte, el 4 de enero de 2023, se celebró un responso al que asistieron varias personalidades públicas como la presentadora de televisión Sara Carbonero o el cineasta Alberto Rodríguez Librero, y finalmente, tras dicho acto, fue incinerada en el tanatorio-crematorio de Camas (Sevilla).
El 5 de enero de 2023, el club de fútbol Real Betis Balompié dedicó a Huelva su victoria frente al Club Deportivo Ibiza Islas Pitiusas durante el partido de la Copa del Rey disputado en el Estadio Municipal de Can Misses, en la ciudad de Ibiza.

## Legado
Dos meses después de su muerte, se anunció que la recaudación procedente de las ventas de su diseño del juguete "Baby Pelón" alcanzó los 87.000 euros. Esta donación para la investigación del sarcoma de Ewing, canalizada a través de la "Beca Elena Huelva", permitió la participación española en el ensayo clínico internacional Inter-Ewing-1.
En 2024 su historia personal fue relatada en la película documental Mis ganas ganan, la historia de Elena Huelva, dirigida por José Luis Hernández Arango, que contó con la participación de familiares y amigos, incluyendo personajes públicos de múltiples ámbitos, como los cantantes Manuel Carrasco y Aitana.

## Publicaciones
- Mis ganas ganan. Nadie nos ha prometido un mañana, vive el presente. Penguin Random House Grupo Editorial. Barcelona, España, 2022. 224 p. ISBN 9788418949739.